# 狗街子站
狗街子站是位于云南省宜良县狗街镇的一个铁路车站，邮政编码652101。有昆河铁路经过该站，距离昆明北站84公里。车站建于1910年，1970年曾修建通往狗街沙场的专用线，1986年拆除:267。2015年撤销。车站在撤销前隶属昆明铁路局，是四等站，不办理正式客运，办理货运业务。